# Henri Plisson
Pour les articles homonymes, voir Plisson.
 (mars 2016).
Henri Plisson, né le 20 septembre 1908 à Saint-Gaultier et mort le 9 novembre 2002 à Paris, est un peintre, céramiste et enseignant français.

## Biographie
Fils du boucher Paul Plisson et de son épouse Henriette Lucas, Henri Plisson est l'arrière petit-neveu du compositeur Emmanuel Chabrier (1841-1894)[réf. nécessaire]. Par sa mère et le frère de celle-ci il est l'oncle du peintre Paul Bougeois, établi au Mexique.[réf. nécessaire]
Il fait ses études au collège de Montmorillon, puis s'inscrit aux cours supérieurs de dessin et aux cours classiques de la Ville de Paris. Il est admis à l'École des beaux-arts de Paris dans l'atelier de Lucien Simon (1861-1945).
Il épouse Rosamonde Wormald le 19 juin 1934 à Paris. Le couple divorce le 26 février 1959 et il épouse en secondes noces Régine Renoux le 4 décembre 1959. Ils auront  deux enfants : Danièle et Claude.
Il devient professeur de dessin à l'École ABC de dessin à Paris. Il est nommé peintre officiel de la Marine en 1973 et vice-président du syndicat autonome des artistes peintres professionnels.

## Salons
- Salon de la Marine.
- Salon des peintres témoins de leur temps.
- Salon Terre Latine.
- Salon du dessin et de la peinture à l'eau.
- Salon d'automne (sociétaire).
- Salon des indépendants (ancien membre du comité).

## Expositions

### Personnelles
- 1938 : galerie Drouant à Paris.
- 1942 et 1943 : galerie Breteau à Paris.
- 1949 à 1952 : galerie Claude Tabet, exposition de céramiques.
- 1949 à 1952 : Crystal à Monte-Carlo: exposition de céramiques.
- 1953 :  galerie Blanche Nemy à Zurich.
- 1953 : galerie Motte à Genève.
- 1953 à 1967 : galerie Hamon au Havre.
- 1956-1958-1960-1962-1966-1970 : galerie Chardin à Paris puis expose en permanent.
- 1965 : galerie Le Griffon à Lyon.
- Expose en permanence à la galerie des Orfèvres à Paris.

### Collectives
- Bâle
- Boston
- Genève
- Lausanne
- La Rochelle
- Le Havre
- Monaco
- Nantes
- Roubaix
- Stockholm
- Toulouse

## Œuvres dans les collections publiques
États-Unis
- Boston, musée des Beaux-Arts.

France
- Alençon, collège d'enseignement technique.
- Menton.
- Paris : 
  - école de la rue des Perchamps : ensemble décoratif ;
  - musée d'Art moderne de la ville de Paris : panneau en céramique.
- Montmorillon, musée d'Art et d'Histoire de Montmorillon : Céramiques et dessins
- Poitiers, musée Sainte-Croix.
- Reims, lycée de jeunes filles : décoration en céramique pour le gymnase.

Maroc
- Le Caire, musée Mohamed Mahmoud Khalil.

## Récompenses et distinctions
- grande médaille d'argent de la Ville de Paris.
- grand prix de la Biennale de Deauville (1965).
- médaille au Salon de la Marine (1968).
- médaille de la Ville de Trouville (1968).
- chevalier de l'ordre national du Mérite.
- chevalier des Palmes académiques.
- médaille des anciens combattants.
- Mérite agricole.
- chevalier des Arts et des Lettres.